# Hieracium cuneifrons
Hieracium cuneifrons es una especie de planta con flor del género Hieracium, de la familia Asteraceae, orden Asterales.

## Distribución
Hieracium cuneifrons se distribuye por Gales.

## Taxonomía
Fue descrita científicamente por (W. R. Linton) Pugsl. Fue publicada en J. Bot.